# Leāsina County
Leāsina County är ett county i Amerikanska Samoa (USA).   Det ligger i distriktet Västra distriktet, i den västra delen av landet, 8 km väster om huvudstaden Pago Pago. Leāsina County ligger på ön Tutuila Island.
I omgivningarna runt Leāsina County växer i huvudsak städsegrön lövskog.